# Јанти Мандра
Јанти Мандра је астрономска опсерваторија изграђена у Џајпуру, у Раџакстану, у северозападном делу Индије. Састоји се од серије астрономских инструмената конституисане од стране Махараџе Јаи Синг II у својој новој престоници Џајпуру између 1727. и 1733. године. Изграђена је по угледу на опсерваторију коју је Јаи Синг II претходно изградио у монголској престоници Делхију. Изградио их је још три, али опсерваторија у Џајпуру је најзначанија.
Она је намењена Јаи Сингу II, са циљем изучавања астралних тема и одређивања најповољнијих момената за важне догађаје (венчање и путовање). Од 2010. године је уписана у књигу светских баштина Унеска.
Назив града прозилази из речи џантра - инструмент, и мандра - трвђава, што значи тврђава инструмената. Могуће да је имао назив Џантра Мантра - мантра значи формула.

## Неки од инструмената
Целину чине 17 инструмената. Понеки су импозантних размера што је омогућавало већу прецизност. Међу тим инструментима су:
- Брихат Самрат Џантра је сунчани сат висок 27 метара који у равнодневници омогућава прецизност од 0,5 секунди.
- Рама Џантра служи за одређивање висине и азимута планета кроз читање на зиду и плочнику две кружне грађевине.
- Рашивилаја Џантра састоји се од 12 сатова који омогућавају праћење елиптичких координата. Сваки је усмерен према једном зодијачком знаку.
- Кранти Џантра се састоји из два дела, један је од бронзе а други је зидан (незавршен), који омогућавају добијање координата планета.
- Дакшина Џантра је један дупли зидни сат који омогућава одређивање дистанце небеских тела у односу на меридијан.
- Шастамса Џантра се састоји од два пара градуисаних лукова што чини секстант који је смештен у ложи зида Самрат Џантра.
- Наривалаја Џантра је један кружни сат смештен према екватору и омогућава одређвање времена поднева.
- Дигнаса Џантра је сачињен од централног обележја и два концентрична градуисана зида и омогућава одређивање азимота.
- Чакра Џантра омогућава одређивање екваторијалних координата једне звезде и угао поларне раздаљине.
- Унатанша Џантра је круг од месинга ширине 5,5 метара и омогућава одређивање висина небеских тела. Вертикално је обешен на грађевини.
- Раха Џантра чине два диска. Један диск је од месинга а други од гвожђа и обешени су о дрвену греду. Овај инструмент служи за звездане карте.
- Хаџа Пракаш Џантра и Капали Џантра су две херметичке комплементарне рупе које омогућавају бележење путање једне звезде.

Данас је Јантри Мандра главна туристичка атракција Џајпура.